# Zoë (Sängerin)
Zoë Pollock (* in Peckham, London) ist eine englische Popsängerin, die in den frühen 1990er Jahren als Zoë erfolgreich war.

## Biografie
Den ersten Charterfolg hatte Zoë bereits mit ihrer Debütsingle Sunshine on a Rainy Day, die im November 1990 für fünf Wochen in den englischen Charts stand und Platz 53 erreichte. Der endgültige Durchbruch kam im August 1991, als ein Remix des Liedes sogar bis auf Platz 4 der UK-Charts kletterte und somit zu den 20 meistverkauften Singles des Jahres 1991 in Großbritannien zählte.
Die Folgesingle Lightning stieg ein Vierteljahr später in die Single-Hitparade, konnte allerdings mit Platz 37 nicht an den Erfolg von Sunshine on a Rainy Day anknüpfen. Nachdem das zugehörige Album Scarlet Red and Blue im Dezember des Jahres 1991 lediglich eine Woche auf Platz 67 der Charts platziert war, gelang Zoë nur noch einmal der Sprung in die UK-Charts, allerdings war auch die Auskopplung Holy Days im Februar 1992 mit Platz 72 nur mäßig erfolgreich.
Nach längerer Pause erschienen 1996 die Single Hammer und das gleichnamige Album. Beides blieb weitgehend unbeachtet. 2002 war Zoë Gastsängerin auf der Single Oh Superman des Projekts Silverspin. 2008 veröffentlichte sie eine auf 400 Exemplare limitierte EP mit einer Mischung aus Folk, Rock und World Music unter dem Pseudonym Hepzibah Broom.

## Diskografie

### Alben
- 1991: Scarlet Red and Blue
- 1996: Hammer

### Singles
- 1990: Sunshine on a Rainy Day
- 1991: Lightning
- 1991: Scarlet Red & Blue
- 1992: Holy Days
- 1996: Hammer
- 2002: Oh Superman (Silverspin feat. Zoë)
- 2008: Hepzibah Broom EP (als Hepzibah Broom)